# Таборицький Сергій Володимирович
Таборицький Сергій Володимирович (рос. Таборицкий Сергей Владимирович; 2 (15) серпня 1897 (в німецьких документах вказано рік народження 1895) — 16 жовтня 1980) — російський націоналіст-монархіст, редактор журналу «Промінь світла», спільно з П. М. Шабельським-Борком учасник замаху на П. М. Мілюкова, вбивця В. Д. Набокова. З 1936 по 1945 роки був заступником Бюро у справах російських біженців в Німеччині. Після 1942 року Таборицький був членом нацистської партії і співпрацював з гестапо.  

## Життєпис

### Ранні роки
Сергій і його молодший брат Микола Таборисський (написання його прізвища на початку XX століття було непослідовним; в роки еміграції використовувався варіант «Таборицький») були позашлюбними дітьми хрещеної єврейки кравчині та власниці модного магазину Анни Володимирівни та її співмешканця Сергія Олександровича Запєвалова (який розлучився з нею 1901 року). Обидва брати були виховані як православні християни. Хрещеним батьком Таборицького був майбутній оберпрокурор Володимир Саблер. Брати носили прізвище першого чоловіка Анни Володимирівни, теж єврея, Вульфа Айзіковича Таборицького, торговця з Ошмян, який покинув країну задовго до їхнього народження, 1887 року. За документами вони вважалися дітьми Вульфа Таборисського, так як розлучення їхньої матері сталося лише 1899 року. Мати стала купчихою другої гільдії і вийшла заміж за дворянина Марасанова, взявши його прізвище. Анна Марасанова померла в березні 1914 року у Франції, 1915 року, після смерті матері, Сергій і Микола безуспішно намагалися звернутися до Петербурзької духовної консисторії з проханням визнати їх дітьми «російської православної особи» і позбавити від «каїнової печатки», посилаючись на їхні релігійні і монархічні настрої.
1915 року він закінчив реальне училище Гуревича. Пізніше ходили чутки про те, що Таборицький брав участь у Першій світовій війні, перебуваючи під командуванням великого князя Михайла Олександровича в складі Кавказької туземної кавалерійської дивізії («Дикої дивізії»), але їх не можна вважати достовірними, оскільки документальних відомостей про його діяльність в 1915—1919 роках не знайдено. За деякими даними, в цей час він був офіцером для доручень, помічником особливоуповноваженого від Державної Думи, депутата Георгія Дерюгіна.
Після Лютневої революції перебував в Україні, звідки виїхав до Німеччини. У Києві, у в'язниці, познайомився з монархістом Петром Шабельським-Борком, з яким потім постійно спілкувався в еміграції.

### Еміграція
Спочатку Таборицький жив в Берліні, потім в Мекленбурзі, а з січня по березень 1922 року — в Мюнхені. Перебуваючи в Берліні, займався редакторською діяльністю — був співредактором антисемітського журналу «Промінь світла» (рос. Луч света), який виходив з квітня 1919 року, в ньому друкувалися його вірші, а також в газеті «Заклик» (рос. Призыв). В «Промені світла» перевидавалася сумнозвісна антисемітська фальшивка — «Протоколи сіонських мудреців». До замаху на Павла Мілюкова працював типографським набирачем. З ідеологічних причин він відмовлявся брати замовлення від більшовиків.
1921 року, випадково зустрівши на одній з вулиць Берліна колишнього політика Державної Думи Олександра Гучкова, Таборицький напав на нього і побив парасолькою, за що провів кілька днів у місцевій в'язниці.

### Замах на вбивство Павла Мілюкова
Разом з Шабельським-Борком Таборицький брав участь в підготовці замаху на Павла Мілюкова. Для цього вони вирушили з Мюнхена до Берліна. Під час лекції Мілюкова Таборицький відкрив вогонь. Коли Володимир Дмитрович Набоков кинувся на Шабельського, вдаривши його по руці, в якій той тримав револьвер, Таборицький тричі вистрілив в упор у Набокова. Набоков був відразу ж убитий пострілом в серце. Після цього Таборицький підійшов до гардеробу і, взявши свій одяг, попрямував до вихідних дверей, але жінка вигукнула: «Ось вбивця!», і Таборицький був затриманий натовпом. Крім Набокова, який загинув на місці при спробі безладної стрілянини, було поранено 9 осіб, в тому числі голова берлінської групи кадетської партії Л. Є. Ельяшев і один з редакторів газети «Руль» Август Камінка.
Медичне обстеження Шабельського-Борка і Таборицького показало, що обидва давно вживали наркотики, сильна доза яких була прийнята і в день замаху.
Судовий процес у справі про замах на Мілюкова проходив 3-7 липня 1922 року в Берлінському кримінальному суді в Моабіті. Суд засудив Таборицького до 14 років каторжних робіт за співучасть в замаху і умисне нанесення Набокову тяжких ран, від яких той помер. Але вже навесні 1927 року він був звільнений за амністією.

### Діяльність при нацизмі
З травня 1936 року Таборицький був заступником генерала Василя Біскупського в створеному нацистами Бюро у справах російських біженців в Німеччині (нім. Vertrauensstelle für russische Flüchtlinge in Deutschland). В обов'язки Таборицького входило ведення картотеки російської еміграції і політичний моніторинг її настроїв. Після початку війни з СРСР він керував набором перекладачів для вермахту серед російських емігрантів. Діяльність Таборицького здійснювалася в тісному контакті з гестапо, вербуванням працівників якого він також займався. Гліб Рар описує Таборицького наступним чином: «Сухий, худий, гостроносий, зморшкуватий, дещо обвітрений тип, що не цвіте, а в'яне».
У квітні 1937 року Таборицький одружився з Єлизаветою фон Кнорре, онукою астронома Карла Фрідріха Кнорре, яка з 1931 року була членкинею нацистської партії. Після численних прохань (в тому числі на ім'я Геббельса) і відмов він отримав німецьке громадянство (1938) і вступив до НСДАП (1942, прийнятий «заднім числом» з дати подання заяви 1940 року). Він приховав єврейське походження своєї матері і приписав їй німецьке коріння, а фіктивному батькові, «Володимиру Васильовичу Таборицькому», приписав російське дворянство. Видаючи себе за людину шляхетного походження, він використовував німецьке прізвище з часткою «фон» (фон Таборіцкі). Він стверджував, що замах на «лідера єврейської демократії» і «ненависника Німеччини» Мілюкова, за яке він відбував кримінальне покарання, було подвигом перед його новою батьківщиною. Він підкреслив, що вперше оприлюднив сіонські протоколи в Німеччині, і пишався переслідуванням з боку євреїв і «ліваків».
1939 року він створив Національну організацію російської молоді (НОРМ). Ця організація перебувала під прямим контролем СС. Вона була схожа на німецький Гітлер'югенд, якому підпорядковувалася.

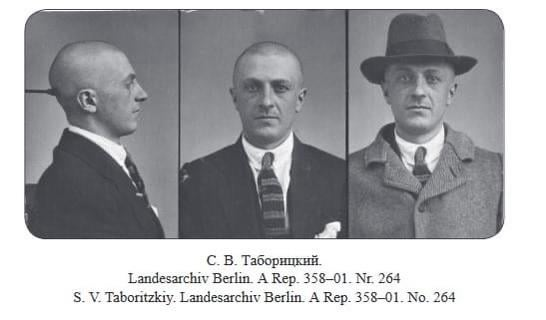
Таборицький в 1943

1939 року до Берліну переїхав брат Таборицького Микола, що раніше проживав у Парижі. В Німеччині він працював у спецслужбі, що займалася прослуховуванням іноземного радіо. 1941 року Микола також подав заяву про отримання німецького громадянства, збираючись відправитися на німецько-радянський фронт перекладачем, однак у громадянстві йому було відмовлено.
В останні дні війни Таборицький втік з Берліна, пізніше жив у Лімбурзі-ан-дер-Лан. Він продовжував зрідка публікуватися в бразильському монархічному журналі «Володимирський вісник» (рос. Владимирский вестник). Таборицький помер 16 жовтня 1980 року.

### В літературі
В автобіографії «Пам'ять, говори» В. В. Набоков назвав вбивцю свого батька «темним негідником, якого Гітлер, під час Другої світової війни, призначив завідувати справами російських емігрантів».

### В відеоіграх

Портрет Таборицького в грі

В модифікації «The New Order: Last Days of Europe» до відеогри Hearts of Iron IV Таборицький є одним із лиходіїв — психічно хворим радикальним нацистом і «регентом» профашистської «Священної Російської Імперії». В рамках «підготовки» до «повернення» давно загиблого царевича Олексія на престол влаштовує в країні режим крайнього терору проти політичних опонентів, євреїв, національних меншин та взагалі проти будь-кого, хто не сподобався «регенту», в спільноті TNO став мемом.